# 2020年東京パラリンピックの陸上競技
2020年東京パラリンピックの陸上競技（2020ねんとうきょうパラリンピックのりくじょうきょうぎ）は、2021年8月27日から2021年9月5日に行われた2020年東京パラリンピックの陸上競技。会場はオリンピックスタジアム。

## 実施種目
2020年東京パラリンピックの陸上競技は全競技中最も種目の多い167種目が実施される。東京パラリンピックの新種目としてユニバーサルリレーが実施される。
東京オリンピックのマラソンは札幌で開催したが、パラリンピックのマラソンは東京都心での開催となった。